# Labergement-lès-Auxonne
Labergement-lès-Auxonne ist eine französische Gemeinde mit 344 Einwohnern (Stand: 1. Januar 2022) im Département Côte-d’Or in der Region Bourgogne-Franche-Comté. Sie gehört zum Arrondissement Dijon und zum Kanton Auxonne. 

## Geographie
Labergement-lès-Auxonne liegt etwa 35 Kilometer südöstlich von Dijon. Die Saône begrenzt die Gemeinde im Westen, an der südlichen Grenze mündet der Zufluss Vèze. Umgeben wird Labergement-lès-Auxonne von den Nachbargemeinden Auxonne im Norden, Villers-Rotin im Osten, Flagey-lès-Auxonne im Süden sowie Les Maillys im Westen und Südwesten.
Durch die Gemeinde führt die Autoroute A39.

## Bevölkerungsentwicklung
| Jahr                       | 1962 | 1968 | 1975 | 1982 | 1990 | 1999 | 2006 | 2013 | 2019 |
| Einwohner                  | 318  | 317  | 617  | 318  | 348  | 330  | 346  | 331  | 330  |
| Quellen: Cassini und INSEE |      |      |      |      |      |      |      |      |      |

## Sehenswürdigkeiten

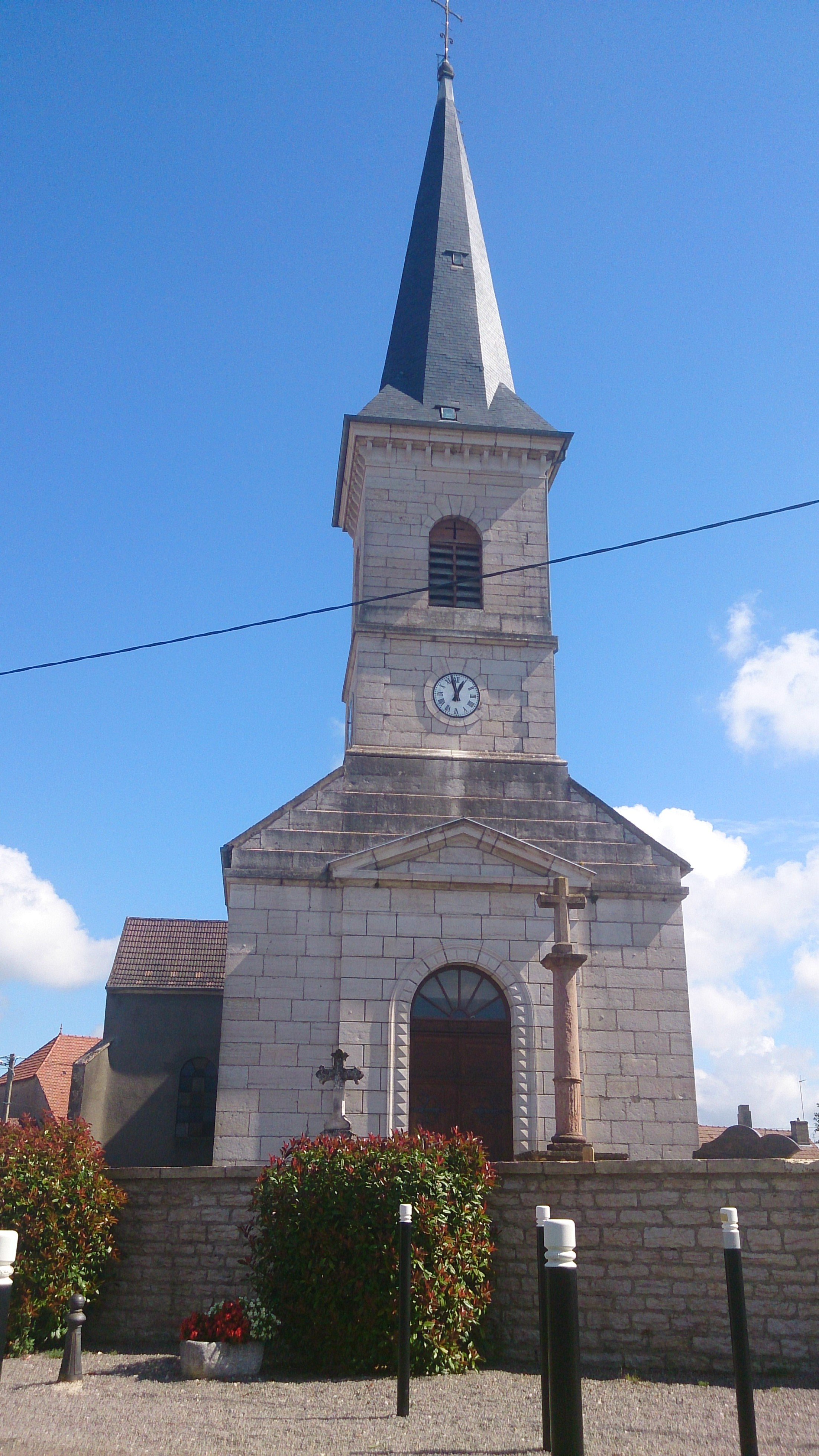
Kirche Saint-Étienne

- Kirche Saint-Étienne